# الرباط الجانبي الوحشي لمفصل الكاحل
الرباط الجانبي الوحشي لمفصل الكاحل (بالإنجليزية: Lateral collateral ligament of ankle joint) هو مجموعة من الأربطة الموجودة على الجانب الوحشي (الخارجي) لمفصل الكاحل، والتي تعمل على دعم واستقرار المفصل ومنع الحركات الزائدة التي قد تؤدي إلى الإصابات، لا سيما في حالات التواء الكاحل.

## المكونات
يتكون الرباط الجانبي الوحشي لمفصل الكاحل من ثلاثة أربطة رئيسية:
- الرباط الأمامي الشظوي الكاحلي (anterior talofibular ligament): يربط بين عظم الشظية (fibula) وعظم الكاحل (talus) في الجهة الأمامية. يُعد هذا الرباط الأكثر عرضة للتمزق في حالات التواء الكاحل.

- الرباط الكعبي الشظوي (calcaneofibular ligament): يمتد من عظم الشظية إلى عظم العقب (calcaneus)، ويمر أسفل الرباط الأمامي الشظوي الكاحلي.

- الرباط الخلفي الشظوي الكاحلي (posterior talofibular ligament): يربط بين الجزء الخلفي من عظم الشظية والسطح الخلفي لعظم الكاحل. يُعتبر هذا الرباط الأقل عرضة للإصابة من بين الأربطة الثلاثة.

## الوظيفة
تُساعد هذه الأربطة الثلاثة على تحقيق الاستقرار الجانبي لمفصل الكاحل، خاصة أثناء الحركات التي تشمل الانقلاب أو الالتفاف المفرط للقدم (inversion). وتعمل كوسيلة لحماية المفصل من الإصابات الرياضية الشائعة مثل التواء الكاحل.

## الأهمية السريرية
يُعتبر تمزق الرباط الأمامي الشظوي الكاحلي من أكثر إصابات الكاحل شيوعًا، وغالبًا ما يحدث بسبب التواء القدم نحو الداخل بشكل مفاجئ أثناء النشاطات الرياضية أو الحركات اليومية.

## صور إضافية

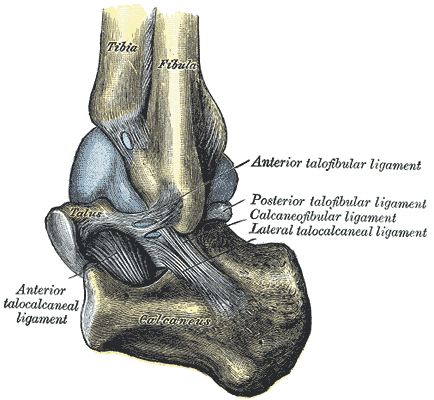
تشريح مفصل الكاحل من الجهة الوحشية.